# Amphichaeta leydigi
Amphichaeta leydigi är en ringmaskart som beskrevs av Catherine A. Tauber 1879. Amphichaeta leydigi ingår i släktet Amphichaeta och familjen glattmaskar. Inga underarter finns listade i Catalogue of Life.